# Адылсу
Адылсу (устар. Адыл-Су; карач.-балк. Адыл суу) — река в России, протекает в Эльбрусском районе Кабардино-Балкарии. Является правым притоком реки Баксан (приток Малки), впадает в неё на 155 км. Длина реки составляет 12 км, площадь водосборного бассейна 98,7 км².
Истоком служит ледник Джанкуат. Направление течения — северо-западное. Крупнейший приток — река Шхельда, вытекающая из одноимённого ледника. Долина реки Адылсу включена в состав Национального парка Приэльбрусье. Территория долины - это горная местность с перепадом высот от 2248 до 2770 метров над уровнем моря с крутизной склона 16-33 градусов. Долина реки имеет U-образную форму. На юге долины по главному Кавказскому хребту проходит государственная граница России и Грузии. Ущелье реки Адылсу на востоке граничит с ущельем Адырсу (связаны через перевалы Кой-Ауган-Ауш и Гумачи), а на западе с ущельем реки Юсеньги. 
В водосборный бассейн реки входит множество ледников — Джанкуат, Башкара, Кашкаташ, Шхельда, Джантуган, Уллукара, ледник Висячий (Виа-Тау). Также имеется несколько малых водотоков и ледниковые озера Башкара и Капа.
У устья, на правом берегу реки в сосновом лесу ещё с советских времён расположен альплагерь Адыл-Су, а также мемориал погибшим в здешних горах. В ущелье реки также находятся альплагеря Шхельда, Эльбрус и Джан-Туган. На высоте 2647 м.н.у.м. в долине реки расположена Гляциологическая станция МГУ "Джанкуат"
«Адыл суу» с карачаево-балкарского — «адыл» — красивый, прекрасный; «суу» — вода; «красивая река». Другой вариант — «Река Адыла».

## Данные водного реестра
По данным государственного водного реестра России относится к Западно-Каспийскому бассейновому округу, водохозяйственный участок реки — Баксан, без реки Черек. Речной бассейн реки — реки бассейна Каспийского моря междуречья Терека и Волги.